# La mamma è morta
La mamma è morta è un film italiano del 1914.